# Iain Stewart
Iain Aitken Stewart (nacido el 18 de septiembre de 1972) es un político del Partido Conservador británico y excontador. Se ha desempeñado como miembro del parlamento (MP) de Milton Keynes South desde 2010.
Stewart ha sido el subsecretario de Estado de Escocia desde junio de 2020, compartiendo el cargo con David Duguid hasta septiembre de 2021, luego con Malcolm Offord.

## Primeros años
Stewart nació el 18 de septiembre de 1972 en Escocia y creció en Hamilton. Se educó en la escuela primaria Chatelherault en Hamilton y luego en la escuela primaria de Hutchesons y estudió política en la Universidad de Exeter antes de formarse como contador con Coopers & Lybrand en Milton Keynes entre 1993 y 1994.
Stewart luego trabajó para el Partido Conservador de Escocia entre 1994 y 1998 como Jefe de Investigación, antes de pasar a trabajar para una unidad de investigación (la Unidad de Recursos Parlamentarios) en Westminster, primero como Director Adjunto y finalmente como Director entre 1998 y 2006. Luego trabajó como asociado de la empresa de contratación de ejecutivos Odgers Berndtson hasta su elección en 2010.

## Carrera política
Stewart se presentó sin éxito como candidato del Partido Conservador en las elecciones al Parlamento escocés de 1999, para el distrito electoral de Glasgow Rutherglen, terminando cuarto. Al regresar a Milton Keynes, fue seleccionado para luchar contra Milton Keynes South West en las elecciones generales de 2001, perdiendo ante el titular Phyllis Starkey por 6,978 votos. Postulando nuevamente en las elecciones de 2005, perdió ante Starkey por 4.010 votos.
Se enfrentó con éxito a Starkey para el nuevo distrito electoral de Milton Keynes South en las elecciones generales de 2010, ganando por 5,201 votos.  En las elecciones generales de 2015, fue reelegido con un aumento de votos de 27,601 y una mayoría de 8,672. Si bien su mayoría ha fluctuado, Stewart ha sido devuelto con una mayor proporción de votos en cada elección desde 2010, obteniendo en 2019 una participación mayoritaria del 50%. Stewart fue miembro del consejo parroquial de Shenley Brook End entre 2005 y 2011.
En 2012, The Daily Telegraph informó que Stewart estaba alquilando un apartamento a su asistente social de circunscripción por gastos. Stewart respondió que no había ningún conflicto de intereses en alquilarle a su empleado, ya que el piso está alquilado "con un contrato legal adecuado" y totalmente aprobado por el organismo de control de gastos.
El transporte (especialmente el transporte ferroviario), los asuntos constitucionales y la educación figuran entre sus principales intereses políticos. Fue miembro del Comité Selecto de Transporte de la Cámara de los Comunes de 2010 a 2013, y fue el miembro conservador de ese comité con más años de servicio. En 2011 viajó, con varios miembros del comité de transporte, por Europa estudiando varios enlaces ferroviarios y sistemas ferroviarios. En la reorganización ministerial de octubre de 2013, fue nombrado Secretario Privado Parlamentario (PPS) del Rt Hon Patrick McLoughlin MP, Secretario de Estado de Transporte.
Después de las elecciones de 2015, pasó a ser PPS de David Mundell, Secretario de Estado de Escocia, para ayudar con el Proyecto de Ley de Escocia. También fue reelegido para el Comité de Selección de Transporte.
En julio de 2016 fue nombrado Secretario Privado Parlamentario de Liam Fox, Secretario de Estado del Departamento de Comercio Internacional. Ocupó este cargo hasta las elecciones generales de 2017.
En junio de 2017, Stewart fue devuelto como diputado de Milton Keynes South con una mayoría de 1,725 sobre la candidata laborista Hannah O'Neill. Conservó su lugar en el Comité de Transporte en septiembre de 2017.
En diciembre de 2017, tras la publicación del informe de la Comisión Nacional de Infraestructura sobre el corredor Oxford-Milton Keynes-Cambridge, fue nombrado campeón oficial del proyecto por parte del Gobierno.
En julio de 2018, el Primer Ministro le pidió que se uniera al Gobierno y se convirtió en Asistente de Látigo en la Oficina de Látigos del Gobierno.
En junio de 2020, fue nombrado subsecretario de Estado parlamentario para Escocia.

## Vida personal
Es abiertamente gay y anteriormente fue vicepresidente (político) de LGBTory, el grupo conservador LGBT. Ahora es un patrón del grupo. En su discurso inaugural en la casa, el 25 de junio de 2010, rindió homenaje a Alan Turing y la disculpa oficial de Gordon Brown por la persecución de Turing por parte del estado. Ha hablado sobre cómo fue acosado en la escuela por ser gay y sobre el impacto del acoso homofóbico en las escuelas. Fue preseleccionado para el premio Stonewall 'Político del año' 2012.